# 拉福雷斯蒂耶尔
拉福雷斯蒂耶尔（法語：La Forestière，法語發音：[la fɔʁɛstjɛʁ]）是法国马恩省的一个市镇，属于埃佩尔奈区。

## 地理
拉福雷斯蒂耶尔（48°39'26"N, 3°35'34"E）面积22.67 平方千米，位于法国大東部大區马恩省，该省份为法国东北部内陆省份，北起阿登省，西北接埃纳省，西南接塞纳-马恩省，南至奥布省，东南接上马恩省，东临默兹省。
与拉福雷斯蒂耶尔接壤的市镇（或旧市镇、城区）包括：莫兰河畔沙蒂永、伯通、尚特梅勒、莱塞萨尔勒维孔特、丰坦德尼尼伊西、勒梅圣埃普安、内勒拉勒波斯特。

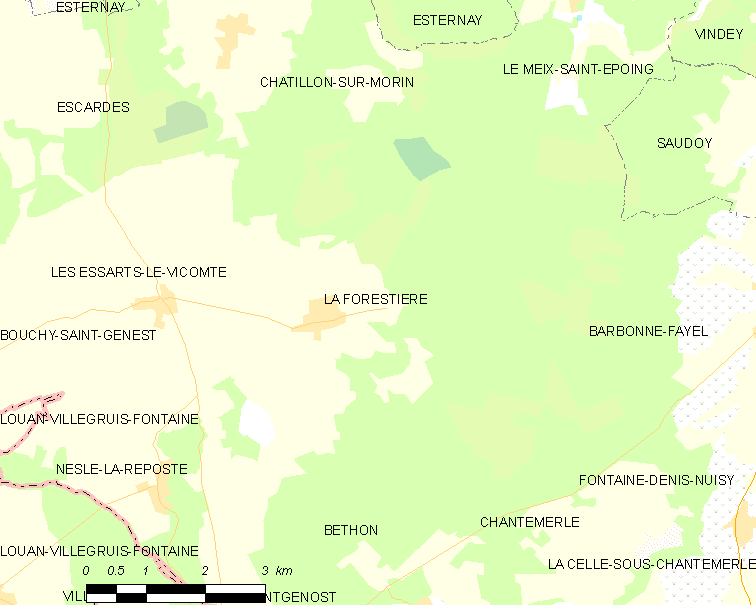
拉福雷斯蒂耶尔的OSM定位图

拉福雷斯蒂耶尔的时区为UTC+01:00、UTC+02:00（夏令时）。

## 行政
拉福雷斯蒂耶尔的邮政编码为51120，INSEE市镇编码为51258。

## 政治
拉福雷斯蒂耶尔所属的省级选区为塞扎讷-布里-香槟县。

## 人口

1962-2008年间拉福雷斯蒂耶尔人口变化图示

拉福雷斯蒂耶尔于2022年1月1日时的人口数量为206人。